# Телятников, Леонид Петрович
Леони́д Петро́вич Теля́тников (25 января 1951, Введенка, Кустанайская область — 2 декабря 2004, Киев) —  советский и украинский пожарный, генерал-майор внутренней службы, Герой Советского Союза.

## Биография
Леонид Петрович Телятников родился 25 января 1951 года в посёлке Введенка Мендыгаринского района Кустанайской области (ныне Казахстан). Член КПСС с 1978 года. По окончании школы работал электриком на авторемонтном заводе. В 1968 году поступил в Свердловское пожарно-техническое училище МВД СССР. Учился на отлично. Физически очень крепкий, имел разряд по боксу (был победителем в первенстве училища по боксу) и пожарно-прикладному спорту. Впоследствии окончил Высшую инженерную пожарно-техническую школу в Москве. Несколько лет работал в противопожарной службе Костаная, а с 1982 года — на Киевщине. В 1983 году был назначен начальником военизированной пожарной части № 2 по охране Чернобыльской АЭС. Специалист первого класса.
Майор внутренней службы Л. П. Телятников вместе с другими пожарными (В. Игнатенко, В. Кибенком, В. Правиком и др.) принимал участие в тушении пожара в первые часы после аварии на Чернобыльской АЭС 26 апреля 1986 года. Во время тушения подразделение Телятникова пробыло на станции почти три часа, он получил высокую дозу облучения.
С осени 1986 года жил и работал в Киеве. После прохождения лечения продолжил службу во Внутренних войсках МВД СССР, после распада Советского Союза — во Внутренних войсках Украины. В 1995 году в звании генерал-майора внутренней службы ушёл на пенсию. С 1998 года возглавлял Добровольное пожарное общество Киева.
Скончался 2 декабря 2004 года в возрасте 53 лет от рака, похоронен на Байковом кладбище в Киеве.
Семья — супруга Лариса Ивановна, сыновья Олег (окончил пожарное училище) и Михаил (юрист). Внуки — Леонид и Александр.

## Награды
- Герой Советского Союза (1986);
- знак отличия Президента Украины — крест «За мужество» (26 апреля 1996 года) — за личное мужество и отвагу, проявленные при ликвидации аварии на Чернобыльской АЭС[1].

## Память
На здании ГУ ГСЧС Украины в Киевской области, а также в Уральском институте ГПС МЧС России в Свердловской области в память Леонида Петровича установлена мемориальная доска.
В Киеве безымянную площадь на пересечении улиц Маршала Малиновского и Добрынинской (Оболонский район) назвали площадью Леонида Телятникова. Также имя Леонида Петровича присвоено пожарной части № 25 Оболонского района.
В Народном музее Черкасского института пожарной безопасности имени Героев Чернобыля с 2006 года размещена экспозиция, посвященная Леониду Петровичу, которая включает личные вещи героя, переданные музею сыном Олегом Леонидовичем.